# Chris Bumstead
Chris Bumstead, cunoscut și sub numele de CBum, (n. 2 februarie 1995, Ottawa, Ontario, Canada) este un culturist canadian proeminent care a adus contribuții semnificative sportului, în special în categoria Classic Physique. A început să practice culturismul la vârsta de 14 ani și a avansat rapid în rândurile competiției.

## Cariera și realizări
Bumstead și-a făcut debutul competitiv în 2014 și a obținut cardul profesional IFBB câștigând Campionatul de Culturism IFBB North American din 2016. A câștigat recunoaștere internațională după ce a ocupat locul al doilea în categoria Classic Physique la Mr. Olympia în 2017 și 2018. Momentul său de cotitură a venit în 2019, când a câștigat primul său titlu Mr. Olympia, urmat de victorii consecutive din 2020 până în 2024, totalizând șase titluri, ceea ce reprezintă un record pentru categoria Classic Physique.

## Moștenire și impact
Bumstead este considerat pe scară largă unul dintre cei mai mari culturiști din categoria Classic Physique din toate timpurile. Fizicul său estetic și prezența pe scenă au fost comparate cu era de aur a culturismului, făcându-l un model pentru sportivii aspiranți. Influența sa se extinde dincolo de competiții; are un număr substanțial de urmăritori pe rețelele sociale, unde împărtășește informații despre antrenamentele și stilul său de viață, popularizând astfel culturismul la nivel global.

## Retragerea
După cea de-a șasea victorie consecutivă la Mr. Olympia în 2024, Bumstead a anunțat retragerea sa din culturismul competitiv. El a exprimat dorința de a se concentra pe familie și afaceri în viitor. Decizia sa de a se retrage la vârsta de 30 de ani a stârnit discuții despre moștenirea sa și viitorul categoriei Classic Physique. În concluzie, parcursul lui Chris Bumstead de la un tânăr atlet la un campion de șase ori Mr. Olympia a lăsat o amprentă indelibilă asupra culturismului, inspirând mulți prin dedicația și succesul său.